# Feryal Abdelaziz
Feryal Abdelaziz (16 januari 1999) is een Egyptisch karateka. 
Abdelaziz won tijdens het olympische debuut van karate tijdens de 2020 de gouden medaille in de gewichtsklasse boven de 61 kilogram in het kumite. Abdelaziz werd de eerste vrouwelijke olympische gouden medaille winnaar uit Egypte. 

## Palmares
Individueel
- 2020 OS: +61kg